# Томас Гарпер Інс
Томас Гарпер Інс (англ. Thomas Harper Ince; 6 листопада 1882, Ньюпорт — 19 листопада 1924, Санта-Моніка) — американський кінорежисер і продюсер, прозваний «батьком вестерну» і створив понад 800 фільмів. Обидва брати Томаса, Джон (1878—1947) і Ральф (1887—1937), також були кінематографістами.

## Біографія
Томас Гарпер Інс народився 1882 року у Ньюпорті у сім'ї бідних естрадних акторів. Не здобув закінченої освіти. З шести років став виступати на сцені і до початку роботи в кіно перепробував не один десяток різних професій, зокрема працював офіціантом у кафе. У 1906 році він вперше знявся в маленькій ролі у Едісона, а потім у Вайтографі. П'ять років потому брат Томаса Інса став провідним актором Вайтографа. Разом із дружиною рази два виступав статистом у Байографі, де й познайомився з Девідом Гріффітом. У 1910 році він виїхав з Нью-Йорка до Голлівуду.
У 1911 році власник фірми Independent Moving Pictures Адам Кессель зробив Інса керівником фірми Bison, яка спеціалізувалася на ковбойських фільмах за участю циркових акробатів. У жовтні 1911 року Томас Інс поставив перший вестерн — «Через прерії».
До початку першої світової війни Інс побудував власну студію.
З 1915 року Інс став автономним керівником творчого об'єднання в рамках кінокомпанії. Крім Інса, до неї увійшли Мак Сеннет та Девід Гріффіт. 2 червня 1916 року пройшла прем'єра фільму «Цивілізація».
Після 1919 року справи режисера пішли гірше. У період між 1921 та 1924 роками режисер випустив близько п'ятдесяти фільмів, які не мали комерційного успіху. В останні роки він знімав картини за участю Меріон Девіс.
Томас Гарпер Інс помер 19 листопада 1924 року внаслідок серцевого нападу, що стався на борту яхти Вільяма Герста «Ідріс». Режисера доправили до лікарні, а потім перевезли додому, де він і помер. Смерть Інса набула широкого резонансу, навколо її причин досі циркулюють різні дані: за однією версією, режисер помер від харчового отруєння, за іншою — через розбіжності був застрелений власником яхти, мультимільйонером Герстом.
Одна з версій загибелі Інса представлена у фільмі Пітера Богдановича «Смерть у Голлівуді» (2001), де самого Інса зіграв Кері Елвес.

## Творчий метод
Основою виробничого процесу Інс завжди вважав сценарій. Добіркою сценаріїв на студіях Інса займався Гарднер Сюлліван, у минулому журналіст та письменник. Однак Інс на правах режисера-постановника залишав за собою право контролю та всі сценарії в обов'язковому порядку проходили через його руки. Він сам переглядав їх та вносив поправки. То справді був інсівський «залізний сценарій».
Другою відмінністю роботи Інса було одночасне керівництво постановкою кількох фільмів.
Протягом кількох років у Інса підібрався досить великий штат режисерів, і багато хто з них згодом став провідним режисером американського кіно. Серед них Фред Нібло, Френк Борзейгі, Реджінальд Баркер, Генрі Кінг, Волтер Едвардс, Раймонд Вест, Чарлз Міллер. Сам Інс рідко ставив фільми самостійно — він був продюсером, але майже завжди сам монтував фільми, зняті іншими режисерами під його керівництвом.
На студіях Інса розпочинали свою кар'єру актори Вільям Гарт та Чарльз Рей, Сессю Хаякава та його дружина Цуру Аокі.

## Фільмографія та творча діяльність

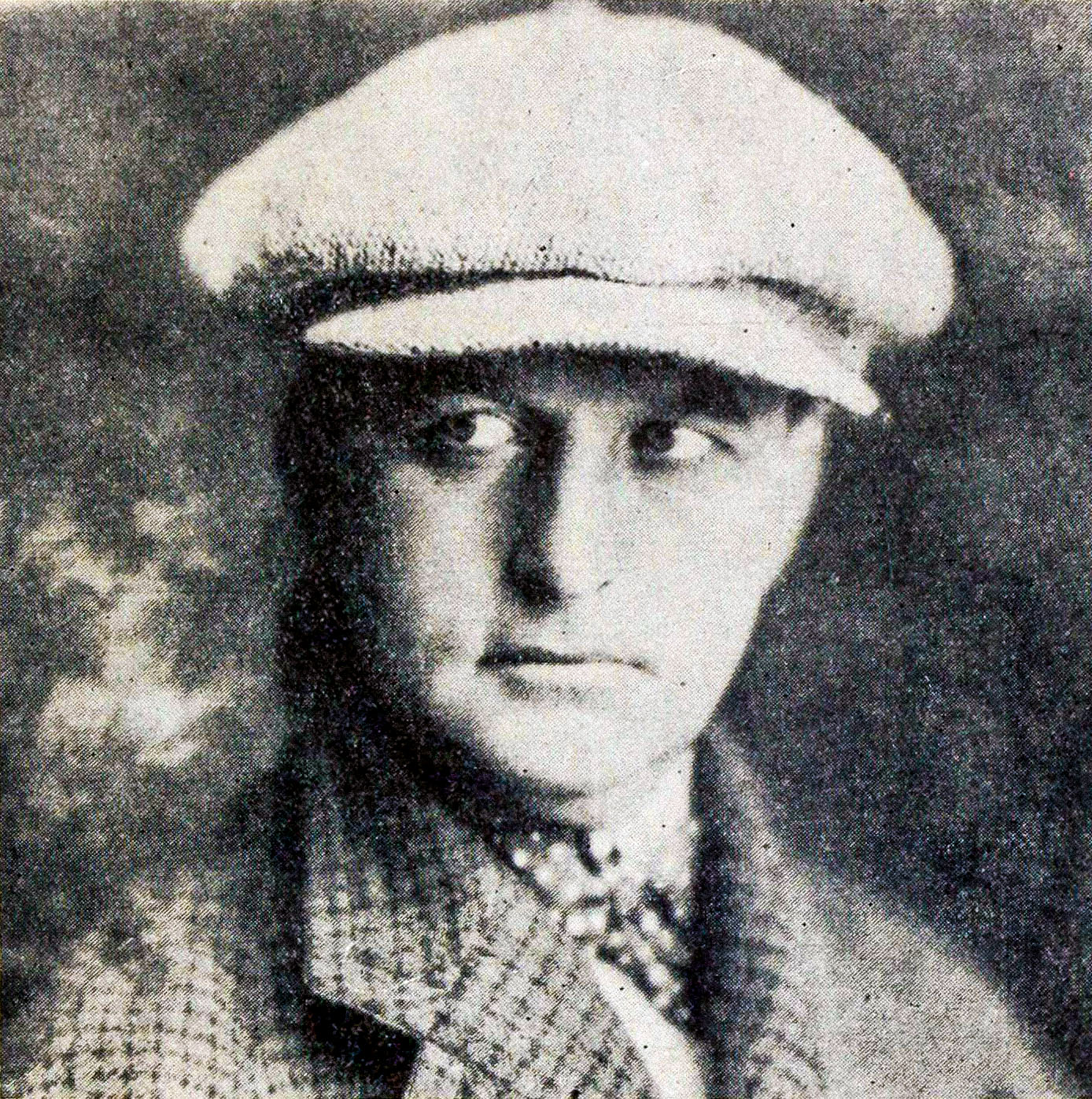
(1920)

- 1910 — Їхнє перше непорозуміння / Their First Misunderstanding (акт. Мері Пікфорд, Оуен Мур)
- 1911 — Новий кухар / Bar Z's New Cook
- 1911 — Sweet Memories
- 1912 — Через прерії
- 1912 — За волю Куби / For Freedom of Cuba
- 1912 — Немезида / His Nemesis (акт. Сессю Хаякава)
- 1912 — Остання битва Кастера
- 1912 — Закон Далекого Заходу / The Law of the West
- 1912 — Червоний туз
- 1912 — Пряма дорога
- 1912 — Тінь минулого / A Shadow of the Past
- 1912 — Дезертир / The Deserter
- 1913 — Битва під Геттісбургом / The Battle of Gettysburg (акт. Сессю Хаякава)
- 1913 — Заклик до зброї
- 1913 — Депеша посла
- 1913 — Улюблений син
- 1913 — Драма на морі
- 1913 — Гордість Півдня
- 1913 — Клеймо
- 1913 — Молода Америка
- 1914 — Тайфун / The Typhoon
- 1914 — Гнів богів / (акт. Сессю Хаякава)
- 1914 — Угода
- 1914 — Останній із роду / (акт. Сессю Хаякава)
- 1915 — Італієць / The Italian
- 1916 — Цивілізація / Civilization
- 1916 — Дивіденд / The Dividend
- 1919 — Що кожна жінка вивчає
- 1920 — Небезпечний годинник
- 1923 — Готтентот
- 1924 — Барбара Фрічл

## Визнання та нагороди
- За постановку фільму Цивілізація Інс був удостоєний подяки президента і прийнятий у Білому домі як почесний гість[18].

## Додаткові факти
- "…"Лікар хворих фільмів" — таке прізвисько Інс отримав за своє вміння вдало виправляти, здавалося, безнадійні фільми, надаючи їм найчастіше новий сенс і цікавість…"[18] .
- Інс вважається родоначальником системи типажу в американському кіно[18].
- «…Томас Інс вихвалявся, що ніколи не прочитав жодної книги…»[9].